# Халандри
Халандри (грч. Χαλάνδρι Chalandri) насеље је у Грчкој и једно од великих предграђа главног града Атине. Халандри припада округу Северна Атина у оквиру периферије Атика.

## Положај
Халандри се налази северно од управних граница Атине. Удаљеност између средишта ова два насеља је око 10 км.

## Становништво
Кретање броја становника у општини по пописима:
| 1981.  | 1991.  | 2001.  | 2011.  |
| ------ | ------ | ------ | ------ |
| 54.320 | 66.285 | 71.684 | 74.192 |